# Гершдорф
Гершдорф (нім. Herschdorf) — громада в Німеччині, розташована в землі Тюрингія. Входить до складу району Ільм. Складова частина об'єднання громад Лангер-Берг.
Площа — 9,54 км2. Населення становить Невірний параметр metadata 16 070 027 ос. (станом на 31 грудня 2021).

## Галерея

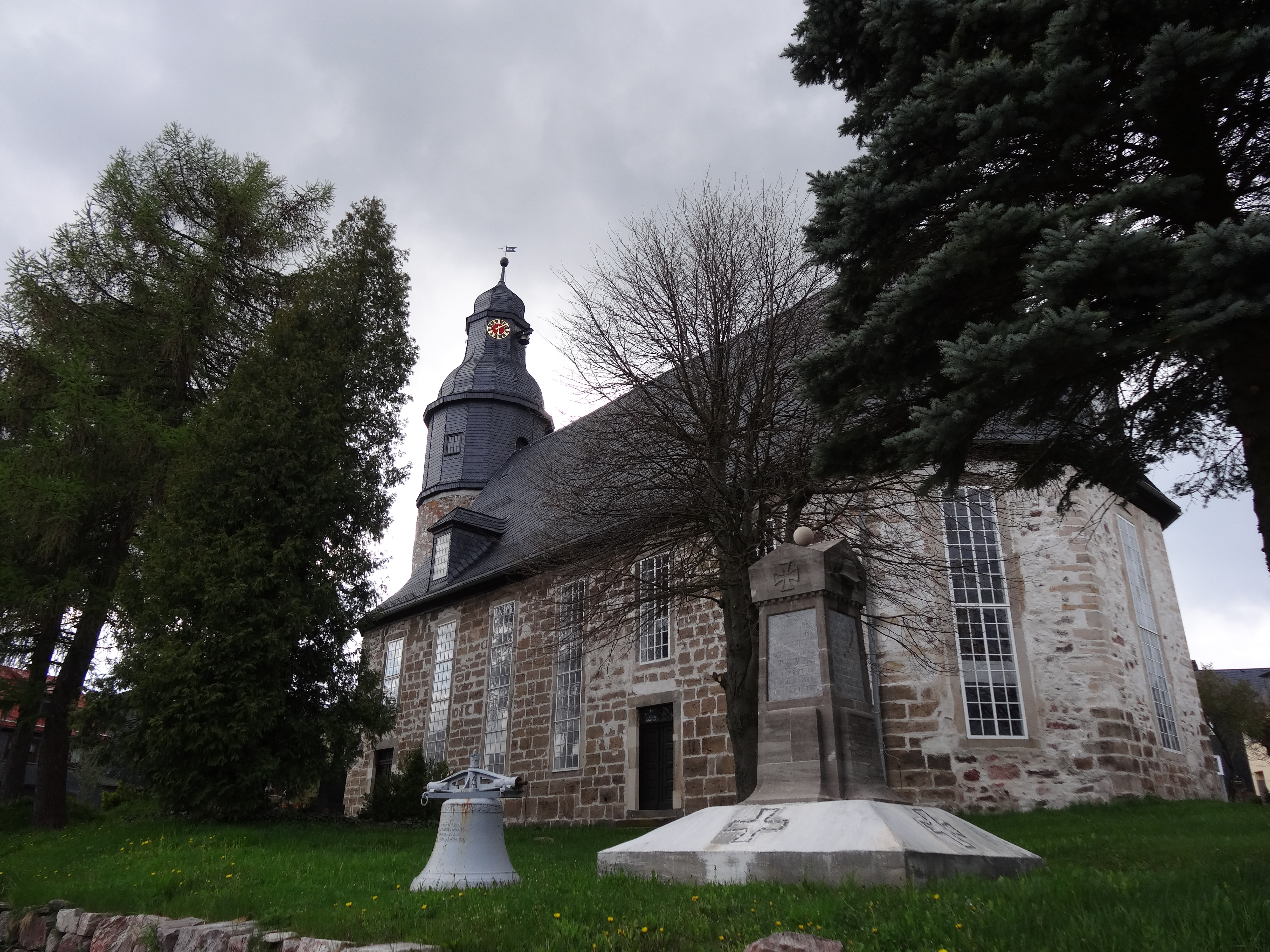